# Добридень тобі, Україно моя!
«Добридень тобі, Україно моя!» — літературно-мистецький конкурс, названий словами Павла Тичини, що проводиться в Бобровицькому районі Чернігівської області.
Заснований в 2001 році. Підсумки проводяться щороку. Переможців нагороджують на батьківщині Павла Тичини у селі Піски Бобровицького району Чернігівської області.
Організатори конкурсу:
- Бобровицький осередок Чернігівського земляцтва в Києві
- Бобровицька районна державна адміністрація.

## Історія створення
Ідея створення конкурсу вперше прозвучала в 2001 на зібранні членів Бобровицького осередку Чернігівського земляцтва в Києві, яке проходило під керівництвом тодішнього керівника осередку Тетяни Літошко. Вирішенням організаційних питань зайнялися Дмитро Головко, Іван Сидоренко, Василь Костюк, Анатолій Погрібний та Віктор Кава.
Від початку конкурс вийшов за межі районного. Його підсумки регулярно висвітлюються в газетах «Слово Просвіти», «Отчий поріг».

## Номінації і переможці
Конкурс проводиться за трьома номінаціями:
- «А я у гай ходила» — художнє читання, для наймолодших учасників
- «Десь на дні мого серця…» — літературна творчість
- «Золотий гомін» — народне мистецтво (вишивка, ткацтво, вироби декоративно-ужиткового мистецтва)[6]

Переможцями конкурсу у номінації «Десь на дні мого серця…» (літературна творчість) у різні роки були:
- Марія Герасименко (в 2010)
- Маріте Даценко
- Світлана Капертеха
- Петро Мацак (1940, с. Набережне Полтавської області) — агроном. З 1968 по 2004 викладач у Бобровицькому державному сільськогосподарському технікумі.
- Галина Мелащенко
- Таміла Нагорна — родом з Нової Басані. Неодноразово друкувалася в газеті «Наше життя»
- Володимир Путята — родом з Нової Басані. Старший редактор національної радіокомпанії України. Поет-пісняр.
- Ольга Роляк
- Олена Сеник (1984, Київ), секретар на ВАТ «Бобровицьке ХПП». Вірші друкує під псевдонімом Нестерова.
- Людмила Ткаліч (1969, Бобровиця) — лаборант у Бобровицькому коледжі економіки та менеджменту ім. О. Майнової, позаштатний кореспондент газети «Наше життя»
- Тетяна Череп (2002)
- Ірина Ющенко

Прозові і поетичні твори учасників та переможців конкурсу опубліковані у літературно-художньому виданні «Як хочеш буть поетом…» (Київ, 2011).
Переможцями конкурсу у номінації «Золотий гомін» (народне мистецтво) у різні роки були:
- Валентина Бушмич — живопис, з Бобровиці
- Віталій Вишневський — фотографія (2-е місце, 2009), з Бобровиці
- Вадим Гузій — інкрустація соломкою
- Андрій Денисюк — вишивка, з Бобровиці
- Юлія Костюченко — вишивка, зі Старої Басані
- Роман Максимов — орігамі, з Бобровиці
- Алла Мулярчук — малюнок на склі, з Бобровиці.
- Василь Савченко — різьба по дереву, з Нової Басані
- Володимир Хряпа — живопис, родом з Нової Басані
- Надія Яшонкова — вишивка, з Козацького

В урочистому нагородженні переможців беруть участь члени Спілки письменників України, відомі поети, письменники, художники, актив Чернігівського земляцтва в Києві.

## Твори учасників конкурсу
«Як хочеш буть поетом…» — літературно-художнє видання (Київ, 2011), до якого увійшли прозові і поетичні твори учасників та переможців літературно-мистецького конкурсу «Добридень тобі, Україно моя!». 
Конкурс названий словами Павла Тичини і проводиться в Бобровицькому районі Чернігівської області.
Ідея створення збірника належала тодішньому директору Літературно-меморіального музею-квартири П. Г. Тичини в м. Києві Тетяні Сосновській, яка й видала цю книгу-подарунок поетам Бобровиччини своїм коштом.
Крім автора ідеї Тетяни Сосновської над книгою працювали упорядник — одна з переможниць конкурсу Тетяна Череп та Тетяна Літошко.
Серед авторів, чиї твори ввійшли до даного видання, Галина Мелащенко, Олександр Росинський, Світлана Капертеха, Валентина Майстро, Ольга Роляк, Ірина Ющенко, Світлана Скрипка, Маріте Даценко, Віталій Чуб, Олена Сеник, Володимир Путята, Володимир Хряпа, Людмила Ткаліч, Петро Мацак, Таміла Нагорна.
Під час презентації видання, що відбулася 25 січня 2011 у Спілці письменників України, з авторами спілкувалися письменники та поети Іван Драч, Олексій Довгий, Ніна Гнатюк, Сергій Гальченко, Михайло Василенко, Ярослав Чорногуз, Микола Сом, Дмитро Головко, Василь Костюк, Іван Марченко.